# فوسینی بئائو
فوسینی بئائو (انگلیسی: Fousseyni Béao؛ زادهٔ ۶ ژوئیهٔ ۱۹۹۴) بازیکن فوتبال اهل بورکینافاسو است.
وی همچنین در تیم ملی فوتبال بورکینافاسو بازی کرده است.